# Ivo Josipović
Ivo Josipović (født 28. august 1957 i Zagreb) er tidligere præsident i Kroatien. Han repræsenterede Kroatiens socialdemokratiske parti i nationalforsamlingen og stillede i december 2009 op til valg som Kroatiens næste præsident. Han vandt flest stemmer af de tolv kandidater og gik videre til anden valgomgang 10. januar 2010, hvor han mødte den uafhængige tidligere socialdemokrat Milan Bandić. Josipović blev valgets vinder med 60,3% af stemmerne. Han indtrådte i præsidentembedet den 18. februar 2010.
Ved præsidentvalget den 11. januar 2015 tabte han præsidentvalget til modkandidaten Kolinda Grabar-Kitarović og fratrådte herefter embedet den 19. februar 2015.
Josipović er uddannet jurist fra Universitetet i Zagreb og har også uddannelse fra musikakademiet i Zagreb. Han er professor ved juridisk fakultet ved Universitetet i Zagreb og underviser også ved musikakademiet. 